# Luxemburg i olympiska sommarspelen 1920
Luxemburg deltog med 25 deltagare vid de olympiska sommarspelen 1920 i Antwerpen. Totalt vann de en silvermedalj.

## Medalj

### Silver
- Joseph Alzin  - Tyngdlyftning.